# Estádio do 26 de Março
O Estádio do 26 de Março (em francês: Stade du 26 Mars) é um estádio multiuso localizado em Bamaco, capital do Mali. Inaugurado em 31 de dezembro de 2001, foi construído para ser a principal sede do Campeonato Africano das Nações de 2002. Com sua capacidade máxima de 55 000 espectadores, é o maior estádio do país e oficialmente é a casa onde a Seleção Malinesa de Futebol manda suas partidas amistosas e oficiais. Além disso, o Stade Malien e o Djoliba, as duas grandes forças do futebol malinês, também mandam ali seus jogos oficiais por competições nacionais e continentais.

## Homenagem
O nome do estádio rende homenagem ao Dia dos Mártires, feriado nacional no Mali que rememora a eclosão do golpe de Estado ocorrido em 26 de março de 1991, que culminou na queda do governo malinês comandado por Moussa Traoré, militar e político malinês que serviu como o 2.º presidente do Mali, governando o país de forma ditatorial entre 1968 e 1991.